# Isle of Man TT 1970

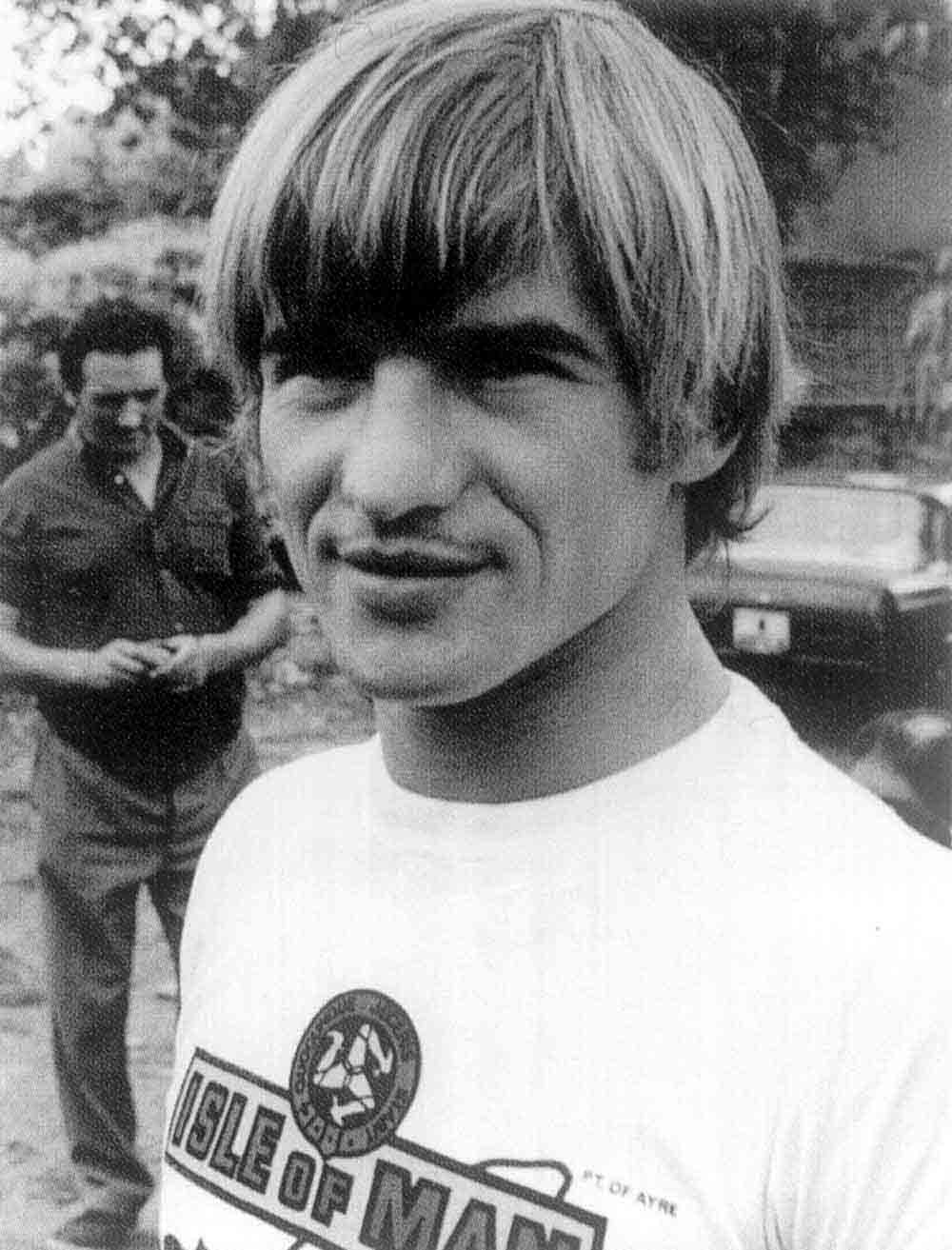
"Santi" Herrero was de enige die in de 250cc-klasse de Yamaha's kon bedreigen met zijn Ossa. Hij ging als WK-leider naar het eiland Man, maar werd een van de zes slachtoffers van de Isle of Man TT van 1970

De TT van Man 1970 was de vierde race van het wereldkampioenschap wegrace-seizoen 1970. De races werden verreden van 8 tot 12 juni 1970 op de Snaefell Mountain Course op het eiland Man. Door de Interval-start rijdt men eigenlijk een tijdrace. De TT kostte het leven aan zes coureurs. 

## Algemeen

### Dodelijke ongevallen
De TT van Man van 1970 verliep rampzalig en eiste meer levens dan ooit tevoren. Al in de trainingen op 1 juni verongelukte Les Iles met een 125cc-Bultaco bij Kate's Cottage. Twee dagen later verongelukte Michael Collins met een 500cc-Seeley bij de Verandah en op dezelfde dag verongelukte de zijspancoureur Dennis Blower met een BSA Gold Star bij de Mountain Box. Zijn bakkenist Stuart Brown lag tien dagen in coma en had ernstige verwondingen aan beide armen, schouders, bekken en heupen. Tijdens de Lightweight 250 cc TT raakte Santiago Herrero zwaar gewond na een val bij de 13e mijlpaal. Hij overleed op 10 juni. Herrero was op dat moment leider in het 250cc-wereldkampioenschap. Tijdens de Senior TT op 12 juni verongelukten nog twee coureurs: John Wetherall met een Norton Manx op Gardener's Lane in Milntown en de talentvolle Brian Steenson met een Seeley bij de Mountain Box. Hij overleed op 17 juni.

#### Gevolgen
Tijdens het FIM-congres in oktober 1970 kreeg de organisatie van de Isle of Man TT de opdracht het circuit én de races veiliger te maken. Toen was er inmiddels tijdens Manx Grand Prix nog een dode te betreuren. Het bleek echter onmogelijk het stratencircuit veiliger te maken, en toen in 1972 Gilberto Parlotti (leider in het 125cc-wereldkampioenschap) verongelukte was voor de coureurs de maat vol. In 1973 volgde er een boycot van vrijwel alle toprijders en in 1977 verloor de TT van Man haar WK-status.

## WK-klassen

### Senior TT (500 cc)
Op vrijdag 12 juni, de laatste dag van de TT van Man, werd de Senior TT verreden. Giacomo Agostini (MV Agusta) werd de eerste in de geschiedenis die drie jaar achter elkaar zowel de Junior TT als de Senior TT won. Peter Williams (Matchless) werd tweede en Bill Smith (Kawasaki) werd derde. Daardoor finishte voor het eerst sinds 1928 (T.L. Hatch met een Scott) weer een tweetaktmotor op het podium van de Senior TT. Agostini had het niet makkelijk, een halve ronde lang liep zijn MV Agusta 500 3C op slechts twee cilinders. Het probleem loste vanzelf op en bleek later aan een onwillige condensator te hebben gelegen. John Wetherall verongelukte dodelijk tijdens deze race, terwijl Alan Barnett (gevallen op gesmolten asfalt bij Doran's Bend), Barry Randle en Brian Steenson naar het ziekenhuis werden overgebracht. Steenson overleed vijf dagen later.

#### Uitslag Senior TT
| Pos | Coureur          | Merk             | Snelheid   | Tijd      | Punten |
| --- | ---------------- | ---------------- | ---------- | --------- | ------ |
| 1   | Giacomo Agostini | MV Agusta        | 101,52 mph | 2:13:47,6 | 15     |
| 2   | Peter Williams   | Matchless        | 97,76 mph  | 2:18:57,0 | 12     |
| 3   | Bill Smith       | Kawasaki         | 96,26 mph  | 2:21:07,6 | 10     |
| 4   | Jack Findlay     | Seeley           | 95,99 mph  | 2:21:31,4 | 8      |
| 5   | John Williams    | Matchless        | 94,19 mph  | 2:24:13,6 | 6      |
| 6   | Tony Jefferies   | Matchless        | 93,80 mph  | 2:24:49,2 | 5      |
| 7   | Selwyn Griffiths | Matchless        | 93,54 mph  | 2:25:13,6 | 4      |
| 8   | Brian Adams      | Norton           | 93,53 mph  | 2:25:14,0 | 3      |
| 9   | Vincent Duckett  | Seeley           | 92,80 mph  | 2:26:23,6 | 2      |
| 10  | Steve Spencer    | Norton           | 92,61 mph  | 2:26:41,2 | 1      |
| 10  | Keith Heckles    | Norton           | 91,95 mph  | 2:27:44,8 |        |
| 12  | George Fogarty   | Shepherd         | 91,69 mph  | 2:28:09,4 |        |
| 13  | Ken Tilley       | Norton           | 91,09 mph  | 2:29:08,8 |        |
| 14  | Alan Lawton      | Norton           | 90,79 mph  | 2:29:37,4 |        |
| 15  | Norman Price     | Norton           | 89,62 mph  | 2:31:34,2 |        |
| 16  | Peter Gibson     | Seeley           | 89,53 mph  | 2:31:44,4 |        |
| 17  | Peter Darvill    | Highley-Seeley   | 89,35 mph  | 2:32:02,2 |        |
| 18  | Bob Biscardine   | Norton           | 89,00 mph  | 2:32:38,0 |        |
| 19  | Geoff Barry      | Oakley-Matchless | 88,75 mph  | 2:33:04,6 |        |
| 20  | John Barton      | Triumph          | 88,41 mph  | 2:33:39,6 |        |
| 21  | Gordon Keith     | Velocette        | 88,00 mph  | 2:34:22,0 |        |
| 22  | Don Grant        | Norton           | 87,95 mph  | 2:34:27,4 |        |
| 23  | Brian Moses      | Norton           | 87,86 mph  | 2:34:37,8 |        |
| 24  | Dave Foulkes     | Norton           | 87,65 mph  | 2:34:59,2 |        |
| 25  | Brian Edwards    | Kettle-Norton    | 87,16 mph  | 2:35:51,0 |        |
| 26  | Brian Swales     | Norton           | 87,02 mph  | 2:36:06,0 |        |
| 27  | Gordon Daniels   | Matchless        | 86,67 mph  | 2:36:44,2 |        |
| 28  | Ken Kay          | Aermacchi        | 86,28 mph  | 2:37:26,8 |        |
| 29  | Graham Sharp     | Petty-Norton     | 85,91 mph  | 2:38:07,0 |        |
| 30  | Don Harris       | Norton           | 85,60 mph  | 2:38:42,4 |        |
| 31  | Ron Baylie       | Triumph          | 85,40 mph  | 2:39:04,4 |        |
| 32  | John Pepper      | Norton           | 84,76 mph  | 2:40:16,2 |        |
| 33  | Len Williams     | Aermacchi        | 84,25 mph  | 2:41:14,4 |        |
| 34  | Chris Neve       | Seeley           | 83,90 mph  | 2:41:54,4 |        |
| 35  | Roy Reid         | Norton           | 83,47 mph  | 2:42:13,2 |        |
| 36  | Roger Fursman    | Norton           | 83,30 mph  | 2:43:05,2 |        |
| 37  | Dennis Trollope  | Norton           | 82,77 mph  | 2:44:07,8 |        |
| 38  | Carl Ward        | Norton           | 82,56 mph  | 2:44:32,2 |        |
| 39  | Billy Andersson  | Matchless        | 82,24 mph  | 2:45:10,4 |        |
| 40  | Mick Potter      | Métisse          | 78,25 mph  | 2:53:36,2 |        |
| 41  | Graham Penny     | Honda            | 76,15 mph  | 2:58:23,0 |        |

#### Niet gefinished
| Coureur        | Merk      | Oorzaak |     |
| -------------- | --------- | ------- | --- |
| Brian Steenson | Seeley    | val     | (†) |
| John Wetherall | Norton    | val     | (†) |
| Tommy Robb     | Seeley    |         |     |
| John Cooper    | Seeley    |         |     |
| Mick Grant     | Velocette |         |     |
| Bo Granath     | Husqvarna |         |     |
| Alan Barnett   | Seeley    | val     |     |
| Malcolm Uphill | Suzuki    |         |     |

#### Top elf tussenstand 500cc-klasse
| Pos | Coureur           | Merk            | Ptn |
| --- | ----------------- | --------------- | --- |
| 1   | Giacomo Agostini  | MV Agusta       | 60  |
| 2   | Ginger Molloy     | Kawasaki        | 22  |
| 3   | Angelo Bergamonti | Aermacchi       | 20  |
| 4   | Jack Findlay      | McIntyre-Seeley | 16  |
| 4   | Alan Barnett      | Seeley          | 16  |
| 6   | Peter Williams    | Matchless       | 12  |
| 7   | Bill Smith        | Kawasaki        | 10  |
| 7   | Roberto Gallina   | Paton           | 10  |
| 7   | Martti Pesonen    | Yamaha          | 10  |
| 7   | Alberto Pagani    | LinTo           | 10  |
| 7   | Tommy Robb        | Seeley          | 10  |

### Junior TT (350 cc)
In de Junior TT begon Giacomo Agostini meteen met de snelste ronde van de dag, en dat was dan nog de openingsronde met staande start. Na één ronde, die weliswaar 60 km lang was, had hij al een voorsprong van 1 minuut en 10 seconden op Kel Carruthers (Benelli). Benelli had eerder in het seizoen Santiago Herrero opgeroepen om de geblesseerde Renzo Pasolini te vervangen, maar die laatste startte toch zelf (Herrero lag intussen al in het ziekenhuis na zijn zware val in de Lightweight 250 cc TT). Pasolini viel echter uit met ontstekingsproblemen en ook Kel Carruthers kreeg problemen. Tijdens het tanken bij de pitstop brak een steun van zijn stroomlijnkuip, waardoor hij tijd verloor voor de noodreparatie. Alan Barnett kwam daardoor op de tweede plaats terecht. Barnett reed met de fabrieks-Aermacchi van Carruthers uit 1969. In de vierde ronde moest Carruthers in Ramsey opgeven met een gebroken ketting. Nu kon Paul Smart (Yamaha TR 2) naar de derde plaats rijden. Brian Steenson (Seeley) was toen al uitgevallen met een flinke olielekkage en Jack Findlay (Aermacchi) viel uit met een defecte versnellingsbak.
| Pos | Coureur             | Merk              | Snelheid   | Tijd      | Punten |
| --- | ------------------- | ----------------- | ---------- | --------- | ------ |
| 1   | Giacomo Agostini    | MV Agusta         | 101,77 mph | 2:13:28,6 | 15     |
| 2   | Alan Barnett        | Aermacchi         | 94,16 mph  | 2:18:23,8 | 12     |
| 3   | Paul Smart          | Yamaha            | 93,93 mph  | 2:20:08,8 | 10     |
| 4   | Malcolm Uphill      | Yamaha            | 95,55 mph  | 2:22;10.0 | 8      |
| 5   | Tony Rutter         | Yamaha            | 94,60 mph  | 2:23:36,0 | 6      |
| 6   | Peter Berwick       | Aermacchi         | 93,32 mph  | 2:25:34,2 | 5      |
| 7   | Ray Pickrell        | Aermacchi         | 91,47 mph  | 2:28:30,6 | 4      |
| 8   | Robin Duffty        | Aermacchi         | 91,40 mph  | 2:28:37,8 | 3      |
| 9   | Tommy Robb          | Yamaha            | 90,92 mph  | 2:29:24,6 | 2      |
| 10  | John Trevor Findlay | Norton            | 90,82 mph  | 2:29:34,0 | 1      |
| 11  | Brian Adams         | Norton            | 90,62 mph  | 2:29:54,0 |        |
| 12  | Terry Grotefeld     | Yamaha            | 90,39 mph  | 2:30:17,2 |        |
| 13  | Bo Granath          | Yamaha            | 90,34 mph  | 2:30:22,4 |        |
| 14  | Gerry Mateer        | Aermacchi         | 90,08 mph  | 2:30:48,2 |        |
| 15  | P. Leahy            | Chat-Yamaha       | 90,70 mph  | 2:30:49,4 |        |
| 16  | Bill Smith          | Yamaha            | 88,78 mph  | 2:31:18,0 |        |
| 17  | Derek Lee           | AJS               | 89,74 mph  | 2:31:43,4 |        |
| 18  | Mick Grant          | Lee-Yamaha        | 89,17 mph  | 2:32:20,0 |        |
| 19  | Tom Dickie          | Kuhn-Seeley       | 89,01 mph  | 2:32:37,4 |        |
| 20  | Vincent Duckett     | Aermacchi         | 88,97 mph  | 2:32:41,0 |        |
| 21  | Selwyn Griffiths    | Cowles-AJS        | 88,44 mph  | 2:33:36,4 |        |
| 22  | Norman Price        | Norton            | 88,36 mph  | 2:33:44,8 |        |
| 23  | Geoff Barry         | Oakley-AJS        | 87,74 mph  | 2:34:49,6 |        |
| 24  | Malcolm Moffat      | AJS               | 87,69 mph  | 2:34:55,8 |        |
| 25  | Pat Mahoney         | Kuhn-Seeley       | 87,43 mph  | 2:35:22,0 |        |
| 26  | Brian Moses         | Aermacchi         | 87,00 mph  | 2:36:08,8 |        |
| 27  | Alan Lawton         | Norton            | 86,78 mph  | 2:36:32,6 |        |
| 28  | Tom Armstrong       | Aermacchi         | 86,63 mph  | 2:36:48,8 |        |
| 29  | Len Williams        | Aermacchi         | 86,61 mph  | 2:36:50,2 |        |
| 30  | Gordon Daniels      | AJS               | 86,32 mph  | 2:37:22,0 |        |
| 31  | Peter Darvill       | Highley-Aermacchi | 86,14 mph  | 2:37:42,2 |        |
| 32  | Jack Black          | Yamaha            | 86,11 mph  | 2:37:45,4 |        |
| 33  | Dave Foulkes        | Seeley            | 86,08 mph  | 2:37:49,2 |        |
| 34  | Charlie Dobson      | Drixton-Aermacchi | 85,21 mph  | 2:39:25,0 |        |
| 35  | Graham Sharp        | Aermacchi         | 85,08 mph  | 2:39:40,8 |        |
| 36  | Don Grant           | Norton            | 84,80 mph  | 2:40:11,0 |        |
| 37  | Walter Baxter       | AJS               | 83,48 mph  | 2:42:43,2 |        |
| 38  | Werner Pfirter      | Yamaha            | 82,65 mph  | 2:44:22,6 |        |
| 39  | Roger Fursman       | Norton            | 82,18 mph  | 2:45:18,0 |        |
| 40  | John Hudson         | Yamaha            | 80,69 mph  | 2:48:21,6 |        |

| Coureur         | Merk            | Oorzaak         |
| --------------- | --------------- | --------------- |
| Renzo Pasolini  | Benelli         | ontsteking      |
| Kel Carruthers  | Benelli         | kettingbreuk    |
| Peter Williams  | Arter-AJS       |                 |
| Jack Findlay    | Beart-Aermacchi | versnellingsbak |
| Brian Steenson  | Seeley          | olielekkage     |
| Derek Woodman   | Seeley          |                 |
| Barry Ditchburn | Aermacchi       |                 |
| Chas Mortimer   | Broad-Yamaha    |                 |
| Dieter Braun    | MZ              |                 |
| John Cooper     | Yamsel          |                 |
| Tom Herron      | Yamaha          |                 |
| Rodney Gould    | Yamaha          |                 |
| John Williams   | Arter-AJS       |                 |
| Alex George     | Yamaha          |                 |
| Tony Jefferies  | Chat-Yamaha     |                 |

#### Top tien tussenstand 350cc-klasse
| Pos | Coureur          | Merk      | Ptn |
| --- | ---------------- | --------- | --- |
| 1   | Giacomo Agostini | MV Agusta | 45  |
| 2   | Kel Carruthers   | Benelli   | 24  |
| 3   | Chas Mortimer    | Yamaha    | 13  |
| 4   | Alan Barnett     | Aermacchi | 12  |
| 5   | Paul Smart       | Yamaha    | 10  |
| 5   | Silvio Grassetti | Jawa      | 10  |
| 8   | Malcolm Uphill   | Yamaha    | 8   |
| 8   | Martti Pesonen   | Yamaha    | 8   |
| 8   | Karl Hoppe       | Yamaha    | 8   |

### Lightweight 250 cc TT
In de Lightweight 250 cc TT nam Kel Carruthers (Yamaha TD 2) meteen de leiding, om deze niet meer af te staan. Na de eerste ronde lag Paul Smart (Yamaha TD 2) tweede, 16 seconden achter Carruthers en 17 seconden voor Rodney Gould (Yamaha TD 2). In de tweede ronde vergrootte Carruthers zijn voorsprong tot 32 seconden, maar de derde plaats werd overgenomen door Stan Woods (Yamaha TD 2). Santiago Herrero (Ossa) zat Gould ook al op de hielen. Paul Smart viel in de derde ronde uit. Herrero ging onderuit bij Braddan en verloor een minuut met het weer rijklaar maken van zijn machine. Gould lag nu tweede, kort voor Woods. Herrero was ondanks zijn tijdverlies nog steeds vierde. In de vierde ronde schoof Woods door naar de tweede plaats, nu de Yamaha van Gould duidelijk langzamer werd. Woods stopte in de vijfde ronde om aan zijn motor te werken, waardoor Herrero weer naar de tweede plaats kwam. Bij de 13e mijlpaal, kort voor het binnenrijden van Kirk Michael, viel hij echter over gesmolten asfalt. Hij sloeg tegen een boom en moest per helikopter worden overgebracht naar het ziekenhuis. Ook Stan Woods viel op dezelfde plaats en brak daarbij zijn enkel. Gould werd hierdoor toch weer tweede, en Günter Bartusch (MZ) kreeg de derde plaats min of meer in de schoot geworden. Santiago Herrero was als leider in het 250cc-kampioenschap naar Man gekomen, maar overleed twee dagen na zijn val in het ziekenhuis. 
| Pos | Coureur          | Merk             | Snelheid  | Tijd      | Punten |
| --- | ---------------- | ---------------- | --------- | --------- | ------ |
| 1   | Kel Carruthers   | Yamaha           | 96,13 mph | 2:21:19,2 | 15     |
| 2   | Rodney Gould     | Yamaha           | 93,75 mph | 2:24:54,0 | 12     |
| 3   | Gunter Bartusch  | MZ               | 93,75 mph | 2:26:58,0 | 10     |
| 4   | Chas Mortimer    | Yamaha           | 91,95 mph | 2:27:44,2 | 8      |
| 5   | Peter Berwick    | Suzuki           | 91,93 mph | 2:27:46,0 | 6      |
| 6   | Alex George      | Yamaha           | 91,42 mph | 2:28:35,8 | 5      |
| 7   | Ian Richards     | Yamaha           | 91,22 mph | 2:28:53,6 | 4      |
| 8   | Börje Jansson    | Yamaha           | 90,57 mph | 2:29:59,6 | 3      |
| 9   | Tony Smith       | Yamaha           | 90,44 mph | 2:30:12,2 | 2      |
| 10  | Bill Smith       | Yamaha           | 90,20 mph | 2:30:36,2 | 1      |
| 11  | Derek Chatterton | Yamaha           | 89,58 mph | 2:31:39,8 |        |
| 12  | P. Aitkin        | Yamaha           | 89,45 mph | 2:31:52,8 |        |
| 13  | Tom Herron       | Yamaha           | 89,22 mph | 2:32:15,6 |        |
| 14  | Jack Findlay     | Dugdale-Yamaha   | 88,46 mph | 2:33:34,2 |        |
| 15  | Bo Granath       | Yamaha           | 87,73 mph | 2:34:50,4 |        |
| 16  | T. Holdsworth    | Unity-Yamaha     | 87,41 mph | 2:35:24,6 |        |
| 17  | Billy Guthrie    | Dugdale-Yamaha   | 87,22 mph | 2:35:45,8 |        |
| 18  | P. Leahy         | Chat-Yamaha      | 87,05 mph | 2:36:03,0 |        |
| 19  | D. Browning      | Yamaha           | 86,88 mph | 2:36:21,0 |        |
| 20  | Paul Cott        | Yamaha           | 86,76 mph | 2:35:34,4 |        |
| 21  | Dudley Robson    | Padgett-Yamaha   | 86,62 mph | 2:35:49,6 |        |
| 22  | Werner Pfirter   | Yamaha           | 86,45 mph | 2:37:08,5 |        |
| 23  | John Stanley     | Yamaha           | 84,16 mph | 2:41:25,2 |        |
| 24  | Billie Nelson    | Doncaster-Yamaha | 83,41 mph | 2:42:52,8 |        |
| 25  | Jim Curry        | Honda            | 81,50 mph | 2:46:41,6 |        |
| 26  | Dick Pipes       | Yamaha           | 81,30 mph | 2:47:05,0 |        |
| 27  | Danny Keany      | Yamaha           | 80,40 mph | 2:48:57,6 |        |
| 28  | P. Platt         | Greeves          | 79,22 mph | 2:51:29,8 |        |
| 29  | Ray Knight       | Thompsett-Ducati | 78,40 mph | 2:53:16,0 |        |
| 30  | A. Chapman       | Padgett-Yamaha   | 78,14 mph | 2:53:50,4 |        |
| 31  | Nev Watts        | Honda            | 77,33 mph | 2:55:40,4 |        |
| 32  | Tom Loughridge   | Suzuki           | 76,71 mph | 2:5705.0  |        |
| 33  | Tommy Robb       | Crooks-Suzuki    | 73,38 mph | 3:05:07,8 |        |

| Coureur          | Merk           | Oorzaak |     |
| ---------------- | -------------- | ------- | --- |
| Santiago Herrero | Ossa           | val     | (†) |
| Paul Smart       | Yamaha         |         |     |
| Dieter Braun     | MZ             |         |     |
| Malcolm Uphill   | Crooks-Suzuki  |         |     |
| John Cooper      | Padgett-Yamaha |         |     |
| Ray Pickrell     | Honda          |         |     |
| Stan Woods       | Yamaha         | val     |     |

#### Top elf tussenstand 250cc-klasse
| Pos | Coureur          | Merk   | Ptn |
| --- | ---------------- | ------ | --- |
| 1   | Rodney Gould     | Yamaha | 37  |
| 2   | Kel Carruthers   | Yamaha | 30  |
| 3   | Santiago Herrero | Ossa   | 27  |
| 4   | Chas Mortimer    | Yamaha | 22  |
| 5   | Jarno Saarinen   | Yamaha | 21  |
| 6   | Kent Andersson   | Yamaha | 12  |
| 6   | László Szabó     | MZ     | 12  |
| 6   | Klaus Huber      | Yamaha | 12  |
| 9   | Günter Bartusch  | MZ     | 10  |
| 10  | Börje Jansson    | Yamaha | 9   |
| 10  | Gyula Marsovszky | Yamaha | 9   |

### Lightweight 125 cc TT
Dieter Braun won de Lightweight 125 cc TT met de inmiddels drie jaar oude Suzuki RT 67 (met inmiddels slechts de reglementaire zes versnellingen). Dave Simmonds had aanvankelijk de leiding, maar zijn Kawasaki stopte in de tweede ronde met een vastgelopen big-end. Börje Jansson werd met een fabrieks-Maico tweede. Günter Bartusch had een nieuwe MZ tweecilinder tandemtwin, waarmee hij derde werd. De eerste drie rijders reden hun debuutrace op het eiland Man.
| Pos | Coureur             | Merk           | Snelheid  | Tijd      | Punten |
| --- | ------------------- | -------------- | --------- | --------- | ------ |
| 1   | Dieter Braun        | Suzuki         | 89,27 mph | 1:16:05,0 | 15     |
| 2   | Börje Jansson       | Maico          | 86,56 mph | 1:18:24,4 | 12     |
| 3   | Gunter Bartusch     | MZ             | 85,93 mph | 1:19:02,8 | 10     |
| 4   | Steve Murray        | Honda          | 84,65 mph | 1:20:14,6 | 8      |
| 5   | Fred Launchbury     | Bultaco        | 84,25 mph | 1:20:37,8 | 6      |
| 6   | Jim Curry           | Honda          | 83,99 mph | 1:20:52,0 | 5      |
| 7   | Tommy Robb          | Maico          | 81,70 mph | 1.23.08.8 | 4      |
| 8   | John Kiddie         | Honda          | 81,27 mph | 1.23.34.8 | 3      |
| 9   | Barrie Dickinson    | Honda          | 80,43 mph | 1.24.27.0 | 2      |
| 10  | Ken Armstrong       | Honda          | 79,21 mph | 1.25.45.2 | 1      |
| 11  | Tom Loughridge      | Honda          | 78,37 mph | 1:26:40,2 |        |
| 12  | Derek Chatterton    | Yamaha         | 78,36 mph | 1:26:40,8 |        |
| 13  | John Hudson         | Honda          | 77,88 mph | 1:27:13,4 |        |
| 14  | R. Ware             | Bultaco        | 77,41 mph | 1:27:44,8 |        |
| 15  | Nev Watts           | Honda          | 77,31 mph | 1:27:48,4 |        |
| 16  | G. Barker           | Honda          | 77,08 mph | 1:28:07,0 |        |
| 17  | George Plenderleith | Honda          | 76,92 mph | 1:28:18,8 |        |
| 18  | A. Blueman          | Bultaco        | 76,46 mph | 1:28:50,0 |        |
| 19  | Ralph Hackett       | Honda          | 76,13 mph | 1:29:13,6 |        |
| 20  | Austin Hockley      | Granby-Yamaha  | 75,99 mph | 1:29:23,0 |        |
| 21  | Mick Chatterton     | Padgett-Yamaha | 73,91 mph | 1:31:54,0 |        |
| 22  | B. Kaye             | Honda          | 72,13 mph | 1:34:10,8 |        |
| 23  | Dennis Trollope     | Ducati         | 71,26 mph | 1:35:19,0 |        |
| 24  | John Lawley         | Bultaco        | 66,70 mph | 1:41:50,0 |        |
| 25  | Harold Cosgrove     | Maico          | 66,51 mph | 1:42:07,0 |        |
| 26  | Carl Ward           | Maico          |           |           |        |

| Coureur        | Merk           | Oorzaak         |     |
| -------------- | -------------- | --------------- | --- |
| Dave Simmonds  | Kawasaki       | drijfstanglager |     |
| Jan Kostwinder | Yamaha         |                 |     |
| Alex George    | Bultaco        |                 |     |
| Chas Mortimer  | Padgett-Yamaha |                 |     |
| Les Iles       | Bultaco        | val in training | (†) |

#### Top tien tussenstand 125cc-klasse
| Pos | Coureur           | Merk      | Ptn |
| --- | ----------------- | --------- | --- |
| 1   | Dieter Braun      | Suzuki    | 45  |
| 2   | Börje Jansson     | Maico     | 32  |
| 3   | Günter Bartusch   | MZ        | 22  |
| 4   | Heinz Kriwanek    | Rotax     | 20  |
| 5   | Toni Gruber       | Maico     | 17  |
| 6   | John Dodds        | Aermacchi | 15  |
| 7   | Ángel Nieto       | Derbi     | 12  |
| 8   | Angelo Bergamonti | Aermacchi | 10  |
| 8   | Walter Sommer     | Yamaha    | 10  |
| 10  | László Szabó      | MZ        | 9   |

### Sidecar 500 cc TT
De combinatie Klaus Enders/Wolfgang Kalauch ging in de Sidecar TT van start tot finish aan de leiding. Siegfried Schauzu/Horst Schneider reden niet met hun gebruikelijke achtkleps-BMW maar met een normaal BMW-RS blok. Ze werden desondanks tweede. Georg Auerbacher/Hermann Hahn hadden nog even de tweede plaats bezet, maar vielen door een slippende koppeling terug naar de derde plaats. Heinz Luthringshauser/Hans-Jürgen Cusnik werden derde. De eerste vier reden allemaal met BMW's, maar op de vijfde plaats eindigde debutant Horst Owesle met bakkenist Julius Kremer met de viercilinder Münch-URS die ooit door Helmut Fath was ontwikkeld. 

#### Uitslag sidecar 500 cc TT
| Pos | Coureur              | Bakkenist          | Merk                | Snelheid  | Tijd      | Punten |
| --- | -------------------- | ------------------ | ------------------- | --------- | --------- | ------ |
| 1   | Klaus Enders         | Wolfgang Kalauch   | BMW                 | 92,93 mph | 1:13:05,6 | 15     |
| 2   | Siegfried Schauzu    | Horst Schneider    | BMW                 | 90,64 mph | 1:14:56,4 | 12     |
| 3   | Heinz Luthringhauser | Hans-Jürgen Cusnik | BMW                 | 88,25 mph | 1:16:58,0 | 10     |
| 4   | Jean Claude Castella | Albert Castella    | BMW                 | 87,91 mph | 1:17:16,0 | 8      |
| 5   | Horst Owesle         | Julius Kremer      | Münch-URS           | 87,99 mph | 1:17:22,0 | 6      |
| 6   | George Auerbacher    | Hermann Hahn       | BMW                 | 86,81 mph | 1:18:14,6 | 5      |
| 7   | Arsenius Butscher    | Karl Lauterbach    | BMW                 | 83,25 mph | 1:21:35,6 | 4      |
| 8   | Charlie Freedman     | Eddie Fletcher     | Norton              | 79,86 mph | 1:25:02,8 | 3      |
| 9   | Bill Currie          | Frank Kay          | GSM-Triumph-Weslake | 79,28 mph | 1:25:40,6 | 2      |
| 10  | Mick Horspole        | John McPherson     | Triumph             | 77,64 mph | 1:27:28,8 | 1      |
| 11  | Norman Hanks         | mrs. Rose Hanks    | BSA                 | 77,23 mph | 1:27:56,8 |        |
| 12  | A. Sansum            | Alex MacFadzean    | Triumph             | 77,10 mph | 1:28:05,8 |        |
| 13  | Roy Bell             | J. Wetherell       | BMW                 | 77,04 mph | 1:28:09,6 |        |
| 14  | T. Harris            | B. Harris          | Triumph             | 76,06 mph | 1:29:17,8 |        |
| 15  | John Barker          | Chris Emmins       | Reyoldson-Triumph   | 75,98 mph | 1:29:24,2 |        |
| 16  | Brian Bardsley       | Peter Cropper      | Triumph             | 75,14 mph | 1:30:23,6 |        |
| 17  | Steve Sinnott        | Jim Williamson     | SWS-Triumph         | 74,46 mph | 1:31:13,6 |        |
| 18  | R. Kewley            | J. Whiting         | BMW                 | 74,19 mph | 1:31:33,2 |        |
| 19  | J. Crick             | D. Senior          | Windrick-BSA        | 74,09 mph | 1:31:41,0 |        |
| 20  | Derek Yorke          | T. Poole           | Triton              | 73,93 mph | 1:31:52,6 |        |
| 21  | M. Whitton           | F. Haslam          | Rumble-BSA          | 73,67 mph | 1:32:12,4 |        |
| 22  | Mick Potter          | N. Panter          | Triumph             | 73,28 mph | 1:32:34,2 |        |
| 23  | S. Downes            | J. Harris          | Triumph             | 72,86 mph | 1:33:13,6 |        |
| 24  | E. Parkinson         | Derek Bayley       | ep-Crescent         | 71,67 mph | 1:34:46,2 |        |
| 25  | R. Cass              | D. Jose            | CJ-Triumph          | 70,98 mph | 1:35:41,6 |        |
| 26  | Jeff Gawley          | Graham Alcock      | BSA                 | 70,78 mph | 1:35:57,6 |        |
| 27  | D. North             | David Bickley      | Greenwood-Triumph   | 70,72 mph | 1:36:44,0 |        |
| 28  | Gordon Fox           | H. Sanderson       | Triumph             | 70,08 mph | 1:36:55,6 |        |
| 29  | J. Mines             | Geoff Davis        | Matchless           | 68,77 mph | 1:38:46,0 |        |
| 30  | Bill Cooper          | D. Argent          | WEC                 |           |           |        |

#### Niet gefinished
| Coureur        | Bakkenist      | Merk         | Oorzaak             |     |
| -------------- | -------------- | ------------ | ------------------- | --- |
| Bill Lomas     | C. Money       | Windrick-BSA |                     |     |
| Malcolm Hobson | Geoff Atkinson | BSA          |                     |     |
| Denis Blower   | Stuart Brown   | BSA          | ongeluk in training | (†) |

#### Top twaalf tussenstand zijspanklasse
| Pos | Coureur               | Bakkenist                      | Merk          | Ptn |
| --- | --------------------- | ------------------------------ | ------------- | --- |
| 1   | Georg Auerbacher      | Hermann Hahn                   | BMW           | 32  |
| 2   | Klaus Enders          | Wolfgang Kalauch               | BMW           | 30  |
| 3   | Siegfried Schauzu     | Horst Schneider                | Apfelbeck-BMW | 22  |
| 3   | Heinz Luthringshauser | Hans-Jürgen Cusnik             | BMW           | 22  |
| 5   | Jean-Claude Castella  | Albert Castella                | BMW           | 13  |
| 6   | Arsenius Butscher     | Josef Huber en Karl Lauterbach | BMW           | 12  |
| 7   | Richard Wegener       | Adi Heinrichs                  | BMW           | 10  |
| 8   | Egon Schons           | Karl Lauterbach                | BMW           | 8   |
| 8   | Tony Wakefield        | John Flaxman                   | BMW           | 8   |
| 10  | Horst Owesle          | Julius Kremer                  | Münch-URS     | 6   |
| 10  | Helmut Lünemann       | Michael Stöckel                | BMW           | 6   |
| 10  | Siegfried Maier       | Siegfried Brauning             | BMW           | 6   |

## Overige klassen

### Production 750 TT
De Production 750 TT kreeg de status van Internationale race, maar de deelname van coureurs van buiten het Verenigd Koninkrijk was zeer beperkt. Zoals verwacht werd de race beheerst door de Triumph T150 Tridents, die weliswaar veel leken op de normale straatversies maar die toch door de fabriek zelf waren ingeschreven voor Malcolm Uphill en Tom Dickie. Norton schreef haar eigen ontwikkelingsingenieur Peter Williams in met de Norton Commando, gesteund door Ray Pickrell. Uphill leidde de race aanvankelijk met gemak, maar Williams begon het gat te dichten en reed zelfs een ronderecord, maar hij kwam 1,6 seconden tekort om te winnen. 

#### Uitslag Production 750 TT
| Pos | Coureur            | Merk    | Snelheid  | Tijd      |
| --- | ------------------ | ------- | --------- | --------- |
| 1   | Malcolm Uphill     | Triumph | 97,71 mph | 1:55:51,0 |
| 2   | Peter Williams     | Norton  | 97,69 mph | 1:55:52,6 |
| 3   | Ray Pickrell       | Norton  | 95,86 mph | 1:58;05.2 |
| 4   | Tom Dickie         | Triumph | 94,14 mph | 2:00:15,0 |
| 5   | Bob Heath          | BSA     | 94,09 mph | 2:00:19,0 |
| 6   | Hans-Otto Butenuth | BMW     | 93,54 mph | 2:01:01,8 |
| 7   | Steve Spencer      | Norton  | 93,18 mph | 2:01:29,2 |
| 8   | Tommy Robb         | Honda   | 92,26 mph | 2:02:42,0 |
| 9   | John Cooper        | Honda   | 91,32 mph | 2:03:57,6 |
| 10  | Pat Mahoney        | Norton  | 89,77 mph | 2:06:06,0 |
| 11  | Tom Armstrong      | Norton  | 85,62 mph | 2:12:13,8 |
| 12  | Martyn Ashwood     | Triumph | 85,61 mph | 2:12:14,2 |
| DNF | Brian Steenson     | BSA     |           |           |
| DNF | Alan Barnett       | Triumph |           |           |
| DNF | Paul Smart         | Triumph |           |           |
| DNF | Tony Jefferies     | Triumph |           |           |
| DNF | Billie Nelson      | Norton  |           |           |

### Production 500 TT

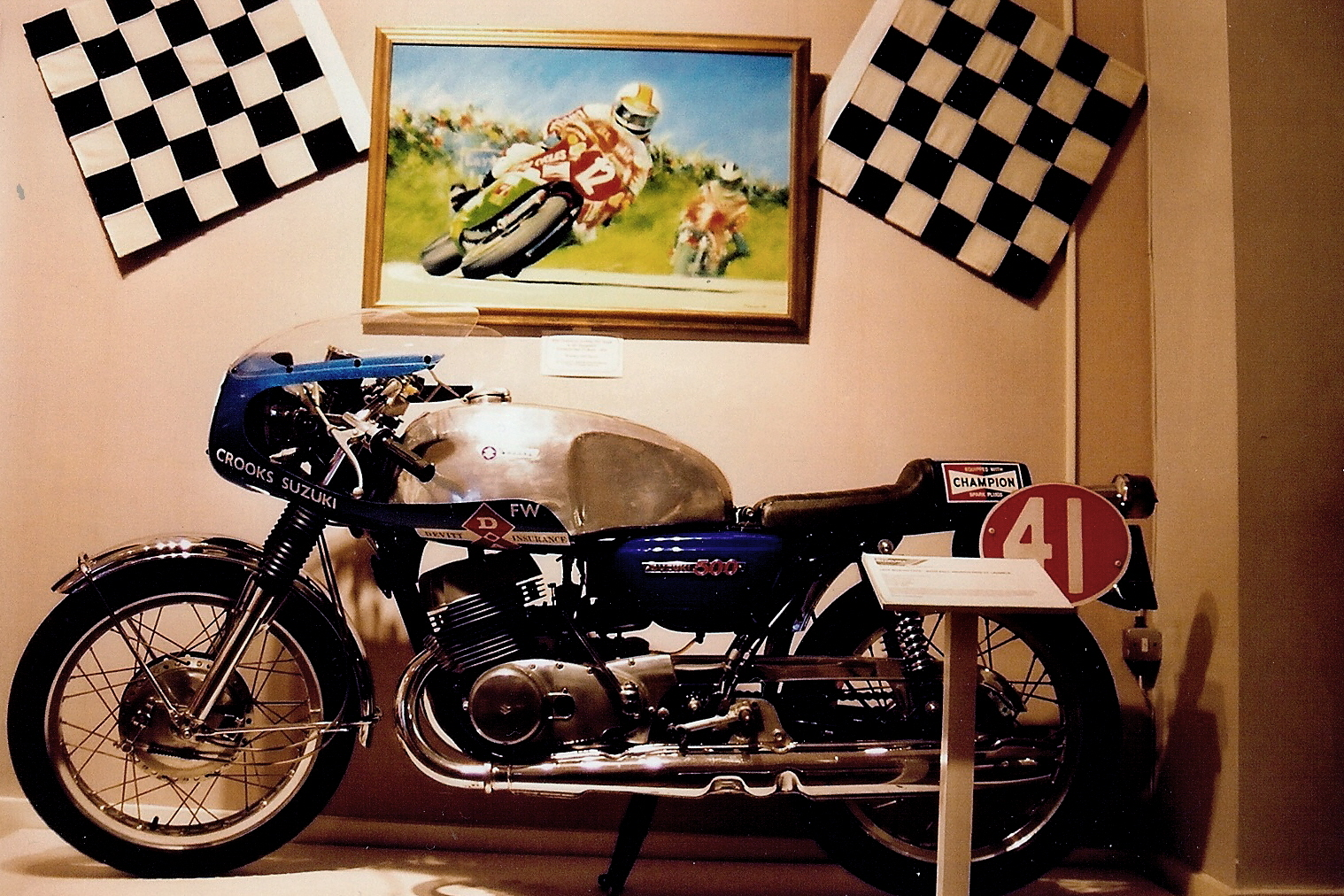
Crooks-Suzuki T 500 uit 1970

In de Production 500 TT was er weinig spanning. De klasse was ook matig bezet en Frank Whiteway was met zijn door Eddie Crooks getunede Suzuki T 500 veruit de snelste. Hij had aan de eindstreep bijna anderhalve minuut voorsprong. 

#### Uitslag Production 500 TT
| Pos | Coureur         | Merk          | Snelheid  | Tijd      |
| --- | --------------- | ------------- | --------- | --------- |
| 1   | Frank Whiteway  | Crooks-Suzuki | 89,94 mph | 2:05:52,0 |
| 2   | Gordon Pantall  | Triumph       | 89.90 mph | 2:07:20,0 |
| 3   | Ray Knight      | Triumph       | 88,89 mph | 2:07:20,4 |
| 4   | R. Baylie       | Triumph       | 87,58 mph | 2:09:15,0 |
| 5   | Graham Penny    | Triumph       | 86,70 mph | 2:10:34,4 |
| 6   | J. Wade         | Suzuki        | 85,31 mph | 2:12:42,0 |
| 7   | Brian Finch     | Velocette     | 83,86 mph | 2:14:59,0 |
| DNF | Mick Chatterton | Triumph       |           |           |
| DNF | Hugh Evans      | BSA           |           |           |
| DNF | P. Coombs       | Triumph       |           |           |
| DNF | Barry Smith     | Honda         |           |           |

### Production 250 TT
In de Production 250 TT ontstond een flink gevecht tussen de vier koplopers, dat met een klein verschil werd gewonnen door Chas Mortimer.

#### Uitslag Production 250 TT
| Pos | Coureur          | Merk   | Snelheid  | Tijd      |
| --- | ---------------- | ------ | --------- | --------- |
| 1   | Chas Mortimer    | Ducati | 84,87 mph | 2:13:23,4 |
| 2   | John Williams    | Honda  | 84,80 mph | 2:13:29,0 |
| 3   | Stan Woods       | Suzuki | 84,06 mph | 2:14:40,6 |
| 4   | G. Hunter        | Ducati | 83,94 mph | 2:14:52,4 |
| 5   | Roy Boughey      | Honda  | 82,26 mph | 2:17:37,6 |
| 6   | Raymond Ashcroft | Suzuki | 76,59 mph | 2:27:48,8 |
| 7   | Tom Loughridge   | Suzuki | 76,32 mph | 2:28:19,0 |
| 8   | C. Luton         | Ducati | 72,50 mph | 2:36:08,0 |

### Sidecar 750 cc TT
De Sidecar 750 TT werd eerder gereden dan de Sidecar 500 TT die voor het wereldkampioenschap telde. Siegfried Schauzu won de 750 cc race, waarin veel favorieten zoals Klaus Enders en Georg Auerbacher uitvielen. Er was een enorm startveld: naast 38 combinaties die geklasseerd werden waren er ook nog 54 uitgevallen. 

#### Uitslag Sidecar 750 cc TT
| Pos | Coureur           | Bakkenist       | Merk    | Snelheid  | Tijd      |
| --- | ----------------- | --------------- | ------- | --------- | --------- |
| 1   | Siegfried Schauzu | Horst Schneider | BMW     | 90,21 mph | 1.15.18.0 |
| 2   | Peter Brown       | Mick Casey      | BSA     | 85,97 mph | 1.19.00.4 |
| 3   | Ernie Leece       | John Molyneux   | LWC     | 81,02 mph | 1.23.50.2 |
| 4   | Bill Cooper       | D. Argent       | WEC     | 80,68 mph | 1.24.11.8 |
| 5   | Mick Horsepole    | E. MacPherson   | Triumph | 80,64 mph | 1.24.14.2 |
| 6   | A. Sansum         | Alex MacFadzean | Triumph | 79,58 mph | 1.25.21.6 |
| 7   | Malcolm Hobson    | Geoff Atkinson  | BSA     | 79,44 mph | 1.25.30.6 |
| 8   | A. Swindells      | D. Bayer        | WEC     | 79,02 mph | 1.25.57.0 |
| 9   | Roy Woodhouse     | Doug Woodhouse  | Honda   | 78,39 mph | 1.26.38.6 |
| 10  | Peter Krukowski   | Alistair Lewis  | BSA     | 77,76 mph | 1.27.21.0 |

1907 · 1908 · 1909 · 1910 · 1911 · 1912 · 1913 · 1914 · Eerste Wereldoorlog · 1920 · 1921 · 1922 · 1923 · 1924 · 1925 · 1926 · 1927 · 1928 · 1929 · 1930 · 1931 · 1932 · 1933 · 1934 · 1935 · 1936 · 1937 · 1938 · 1939 · Tweede Wereldoorlog · 1947 · 1948 · 1949 · 1950 ·1951 · 1952 · 1953 · 1954 · 1955 · 1956 · 1957 · 1958 · 1959 · 1960 · 1961 · 1962 · 1963 · 1964 · 1965 · 1966 · 1967 · 1968 · 1969 · 1970 · 1971 · 1972 · 1973 · 1974 · 1975 · 1976 · 1977 · 1978 · 1979 · 1980 · 1981 · 1982 · 1983 · 1984 · 1985 · 1986 · 1987 · 1988 · 1989 · 1990 · 1991 · 1992 · 1993 · 1994 · 1995 · 1996 · 1997 · 1998 · 1999 · 2000 · 2002 · 2003 · 2004 · 2005 · 2006 · 2007 · 2008 · 2009 · 2010 · 2011 · 2012 · 2013 · 2014